# Mycetophila altensis
Mycetophila altensis är en tvåvingeart som beskrevs av Duret 1980. Mycetophila altensis ingår i släktet Mycetophila och familjen svampmyggor. Inga underarter finns listade i Catalogue of Life.